# Gudrun Boysen
Gudrun Margrethe Boysen (født 5. april 1939 i Lille Utterslev på Lolland) er en dansk læge og professor emeritus. Hun var Danmarks første kvindelige professor i neurologi.

## Levnedsløb
Gudrun Boysen blev født i 1939 på gården Haugaard udenfor landsbyen Lille Utterslev ved Horslunde. Hun var datter af proprietær Nis Peter Boysen og Ingeborg Boysen. Ingeborg, som påvirkede Gudrun meget, havde i sin tid haft et ønske om at studere jura og tilbragte et år på Sorbonne-universitetet i Paris. Da Gudrun var ti år, døde Nis Peter, og Ingeborg overtog det fulde ansvar for gårdens drift og deres fire børn.
Gudrun gik på Nakskov kommunale Gymnasium. I gymnasietiden var  hun optaget af kreative aktiviteter, malede oliebilleder, interesserede sig for litteraturstudier og ønskede at blive skuespiller. Hun blev imidlertid inspireret af den kvindelige læge i Ernest Hemingways roman Hvem ringer klokkerne for? til at blive interesseret i medicinstudiet. Hun blev nysproglig student fra Nakskov kommunale Gymnasium i 1957, hvorefter hun var au pair på et vinslot i Frankrig og senere boede nogle måneder i Paris, hvor hun studerede kunst og historie. I 1958 påbegyndte hun medicinstudiet ved Københavns Universitet.
I 1966 blev hun cand.med. og i 1973 dr.med. I 1967 var hun som ung kursuslæge på Rigshospitalet blevet ansat på Kredsløsbslaboratoriet under den kendte hjerneforsker Niels A. Lassens ledelse. Boysen trivedes i dette inspirerende miljø og tog selv fat på at forske, hvilket førte til hendes doktorafhandling Cerebral Hemodynamics in Carotid Surgery.
Hun fik anerkendelse som speciallæge i neuromedicin i 1977. Hun har siden haft ansættelser på Rigshospitalet, Hvidovre Hospital og sidst Bispebjerg Hospital. Fra 1980 havde hun titel af overlæge, og i 1993 blev hun professor. Hendes hovedinteresse har været forebyggelse og behandling af svigt i hjernens blodforsyning.

## Andre hverv
Boysen var i en årrække medlem af bestyrelsen for Rehabiliteringscentret for Torturofre og bestyrelsesformand for Center for Hjerneskade. I 2009 fik hun Nordic Stroke Award som anerkendelse for sin vedvarende og fremtrædende videnskabelige forskning på området hjerte-kar-sygdomme. To år tidligere havde hun fået Klein-prisen på 110.000 kr. I 1994 modtog hun Tagea Brandts Rejselegat.
Ved Københavns Universitet festligholdelse af 100-året for den første kvindelige danske læge Nielsine Nielsen opfordrede Boysen i sin festtale til, at kvindelige medicinske forskere i deres karriere skulle godtgøres for eventuelle børn på den måde, at hver fødsel skulle modsvare tre videnskabelige artikler. Talen og forslaget gav anledning til en stor debat i lægekredse.

## Privatliv
Under medicinstudiet i København traf Gudrun en musisk medstuderende ved navn Troels Kardel. De blev gift i 1964 og fik to døtre, født i 1972 og 1974.